# Canenx-et-Réaut
Canenx-et-Réaut è un comune francese di 175 abitanti situato nel dipartimento delle Landes nella regione della Nuova Aquitania.

## Società

### Evoluzione demografica
Abitanti censiti